# Giao Minh
Giao Minh là một xã ven biển thuộc tỉnh Ninh Bình, Việt Nam.

## Địa lý
Trụ sở xã nằm cách phường Hoa Lư - trung tâm tỉnh lỵ Ninh Bình 66 km về phía Đông, có vị trí địa lý:
- Phía tây giáp xã Giao Hòa.
- Phía nam giáp biển Đông.
- Phía bắc và phía đông lần lượt giáp xã Nam Tiền Hải và xã Hưng Phú của tỉnh Hưng Yên, có ranh giới tự nhiên là sông Hồng.

Xã Giao Minh	có diện tích:	27,74	km², 	dân số:	29.261	người, mật độ dân số: 	1055	người/km². 	
Đây là đơn vị có diện tích xếp thứ:	56	, số dân xếp thứ: 	75	và mật độ dân số xếp thứ: 	81	trong số 129 xã, phường ở Ninh Bình. 
Xã Giao Minh chính là nơi có sông Hồng chảy về với biển. Đây là 1 trong 14 xã tiếp giáp trực tiếp với biển của tỉnh Ninh Bình.
Xã nằm ở cực Đông của tỉnh Ninh Bình (4 điểm cực Đông, Tây, Nam, Bắc của tỉnh Ninh Bình lần lượt nằm tại: Giao Minh, Cúc Phương, Kim Đông, Duy Tân).

## Lịch sử
Theo Nghị quyết số 1674/NQ-UBTVQH15 ngày 16/6/2025 về sắp xếp các đơn vị hành chính cấp xã của tỉnh Ninh Bình năm 2025, Theo đó, sắp xếp toàn bộ diện tích tự nhiên, quy mô dân số của các xã Giao Thiện, Giao Hương và Giao Thanh thành xã mới có tên gọi là xã Giao Minh.	